# 에드라는 이름의 세 친구

에드라는 이름의 세 친구,에드,에뜨와 에디(영어: Ed, Edd n Eddy)은 캐나다과 미국의 애니메이션 시리즈이다.

## 줄거리
그것은 모두 에드라는 이름의 변형을 공유하지만 성격이 크게 다른 세 명의 초반 소년 "더 에드 팀"의 삶을 따르다. 에드는 강하고 멍청하거, 에드(더블 디)는 발명가이자 깔끔한 괴물이며 과 에디는 사악하고 성미가 빠르며 쓴 사기꾼이며 자칭 리더이다. 세 사람은 막 다른 골목의 아이들을 그들의 돈에서 사기를 낼 계획을 세웠지만 문제는 항상 계속되고 에드 팀의 계획은 대개 실패와 굴욕으로 끝난다.

## 방송 방영
- 미국: 1999년 1월 4일 — 2009년 11월 8일 (카툰 네트워크)
- 한국: 2020년 1월 20일 — 3월 29일 (기내더빙)

## 목소리 출연
- 에드

성우: 매트 힐/정영웅
매우 짧은 머리를 가진 세 사람을 강하고, 어리 석고, 멍청하고, 사려 깊다.
- 에뜨 (더블 디귿)

성우: 새뮤얼 빈센트/문남숙
에드 팀 중 가장 똑똑하고 가장 예의 바르고 성숙하며 호기심이 많다.
- 에디

성우: 토니 샘슨/방성준
에드 팀의 자칭 지도자이고 거만하고, 자기 중심적이며, 무지하고, 입이 크고, 미성숙하고, 탐욕스럽고, 화를 낸다.
- 케빈

성우: 캐슬린 바/전숙경
틀에 박힌 운동이다. 그는 냉소적이고 냉소적이며 때로는 잔인하다.
- 내즈

성우: 태비사 세인트저메인 → 젠 포지 → 에린 피츠제럴드/김은아
성격이 좋고 달콤하며 성숙하면서도 다소 어지럽고 패셔너블 한 소녀로 보통 동료들을 대한다.
- 사라

성우: 제니스 조드/김정아
에드의 음울하고, 학대하고, 버릇없고, 명령하고, 성 가시고, 성미가 짧고, 우스꽝스럽고, 무례하고, 매우 이기적인 여동생이다.
- 지미

성우: 키넌 크리스텐슨/김서영
울고 싶은 성향이있는 불안하고 결백 한 아이이자 가장 자주 함께 시간을 보내는 사라의 가장 친한 친구이다.
- 롤프

성우: 피터 켈라미스/한채언
기발하고, 이상하고, 일반적으로 이상한 풍습을 가진 미확인 기원과 문화를 가진 행복한 이민자이다.
- 조니 2x4

성우: 데이빗 폴 그로브/안현서
외톨이이며 동료들에 의해 성가신 것으로 간주한다.
- 플랭크

조니의 가장 친한 친구이며 말을하지 않는 판자 나무 조각이다.
- 캥커 자매
  - 리 캥커

성우: 제니스 조드/윤미나
캥커 팀의 리더이며 에디와 사랑에 빠졌다.
- - 마리 캥커

성우: 캐슬린 바/유승화
캥커 팀의 두 번째 멤버이며 에드(더블 디)와 사랑에 빠졌다.
- - 메이 캥커

성우: 젠 포지 → 에린 피츠제럴드/김선혜
캥커 팀의 세 번째 멤버이며 에드와 사랑에 빠졌다.
- 에디의 형제

성우: 테리 클라센/하성용
일회성 캐릭터이고 에디의 크고 터프한 형제이고 그는 TV 영화에서 역할이 있었지만 전체 시리즈에서는 그렇지 않다. 그는 그의 행동으로 인해 부모님의 집에서 멀어졌다.
- 햇님

성우: 대니 안토누치/심승한
지미의 꿈에서 등장한 태양.